# Sympetrum sinaiticum
Sympetrum sinaiticum е вид водно конче от семейство Libellulidae. Видът не е застрашен от изчезване.

## Разпространение
Разпространен е в Алжир, Египет (Синайски полуостров), Израел, Йордания, Испания, Либия, Мароко, Палестина, Саудитска Арабия и Тунис.

## Описание
Популацията на вида е стабилна.